# Aeroportul Keetmanshoop
Aeroportul Keetmanshoop (IATA: KMP, ICAO: FYKT) este un aeroport din Regiunea Karas, Namibia ce deservește zona Keetmanshoop. A fost numit după zona deservită.
Situat la o altitudine de 1.069 m, aeroportul dispune de o singură pistă. Este operat de Namibia Airports Company⁠(d).